# Sommer-Paralympics 2024/Parakanu
Bei den Sommer-Paralympics 2024 in Paris wurden in insgesamt zehn Wettbewerben im Parakanu Medaillen vergeben. Die Entscheidungen fielen am 7. und 8. September 2024 im Vaires-sur-Marne Stadium.

## Klassen
Bei den paralympischen Parakanuwettbewerben wird zwischen drei Klassen unterschieden:
- KL1/VL1: Paddlerinnen und Paddler ohne oder mit sehr begrenzter Rumpffunktion und keiner Funktion in den Beinen.
- KL2/VL1: Paddlerinnen und Paddler mit teilweiser Bein- und Rumpffunktion, die in der Lage sind, aufrecht im Kajak zu sitzen. Sie können einen speziellen Sitz mit einer hohen Rückenunterstützung nutzen.
- KL3/VL3: Paddlerinnen und Paddler mit voller Rumpffunktion und teilweiser Beinfunktion, die in der Lage sind, mit nach vorne gebeugtem Rumpf im Kajak zu sitzen und mindestens ein Bein zu verwenden.

„KL“ bedeutet hier ein Einzelkajak mit Doppelpaddel. „VL“ bedeutet Auslegerkanu Va’a mit einem Einblatt-Paddel.

## Ergebnisse

### Männer

#### KL1 200 m Sprint
| Platz | Land       | Sportler              | Zeit (s) |
| ----- | ---------- | --------------------- | -------- |
| 1     | Ungarn     | Péter Pál Kiss        | 44,55 s  |
| 2     | Brasilien  | Luis Cardoso da Silva | 46,42 s  |
| 3     | Frankreich | Rémy Boullé           | 47,01 s  |

#### KL2 200 m Sprint
| Platz | Land           | Sportler         | Zeit (s) |
| ----- | -------------- | ---------------- | -------- |
| 1     | Australien     | Curtis McGrath   | 41,31 s  |
| 2     | Großbritannien | David Phillipson | 42,43 s  |
| 3     | Ukraine        | Mykola Syniuk    | 42,61 s  |

#### KL3 200 m Sprint
| Platz | Land       | Sportler                 | Zeit (s) |
| ----- | ---------- | ------------------------ | -------- |
| 1     | Algerien   | Brahim Guendouz          | 39,91 s  |
| 2     | Australien | Dylan Littlehales        | 40,68 s  |
| 3     | Brasilien  | Miquéias Elias Rodrigues | 40,75 s  |

#### VL2 200 m Sprint
| Platz | Land               | Sportler                 | Zeit (s) |
| ----- | ------------------ | ------------------------ | -------- |
| 1     | Brasilien          | Fernando Rufino de Paulo | 50,47 s  |
| 2     | Brasilien          | Igor Tofalini            | 51,78 s  |
| 3     | Vereinigte Staaten | Steven Haxton            | 51,81 s  |

#### VL3 200 m Sprint
| Platz | Land           | Sportler            | Zeit (s) |
| ----- | -------------- | ------------------- | -------- |
| 1     | Ukraine        | Vladyslav Yepifanov | 47,49 s  |
| 2     | Großbritannien | Jack Eyers          | 47,87 s  |
| 3     | Neuseeland     | Peter Cowan         | 48,28 s  |

### Frauen

#### KL1 200 m Sprint
| Platz | Land        | Sportlerin            | Zeit (min) |
| ----- | ----------- | --------------------- | ---------- |
| 1     | Chile       | Katherinne Wollermann | 51,95 s    |
| 2     | Ukraine     | Maryna Mazhula        | 52,87 s    |
| 3     | Deutschland | Edina Müller          | 53,13 s    |

#### KL2 200 m Sprint
| Platz | Land           | Sportlerin        | Zeit (s) |
| ----- | -------------- | ----------------- | -------- |
| 1     | Großbritannien | Charlotte Henshaw | 49,07 s  |
| 2     | Großbritannien | Emma Wiggs        | 51,56 s  |
| 3     | Deutschland    | Anja Adler        | 52,17 s  |

#### KL3 200 m Sprint
| Platz | Land           | Sportler        | Zeit (s) |
| ----- | -------------- | --------------- | -------- |
| 1     | Großbritannien | Laura Sugar     | 46,66 s  |
| 2     | Frankreich     | Nélia Barbosa   | 47,91 s  |
| 3     | Deutschland    | Felicia Laberer | 48,79 s  |

#### VL2 200 m Sprint
| Platz | Land           | Sportler         | Zeit (s) |
| ----- | -------------- | ---------------- | -------- |
| 1     | Großbritannien | Emma Wiggs       | 58,88 s  |
| 2     | Kanada         | Brianna Hennessy | 60,12 s  |
| 3     | Australien     | Susan Seipel     | 61,39 s  |

#### VL3 200 m Sprint
| Platz | Land           | Sportler          | Zeit (s) |
| ----- | -------------- | ----------------- | -------- |
| 1     | Großbritannien | Charlotte Henshaw | 55,70 s  |
| 2     | Großbritannien | Hope Gordon       | 56,58 s  |
| 3     | China          | Zhong Yongyuan    | 57,43 s  |

## Medaillenspiegel
| Platz | Land               | Goldmedaille – Paralympiasieger | Silbermedaille – 2. Platz | Bronzemedaille – 3. Platz | Gesamt |
| ----- | ------------------ | ------------------------------- | ------------------------- | ------------------------- | ------ |
| 1     | Großbritannien     | 4                               | 4                         | –                         | 8      |
| 2     | Brasilien          | 1                               | 2                         | 1                         | 4      |
| 3     | Australien         | 1                               | 1                         | 1                         | 3      |
| 3     | Ukraine            | 1                               | 1                         | 1                         | 3      |
| 5     | Algerien           | 1                               | –                         | –                         | 1      |
| 5     | Chile              | 1                               | –                         | –                         | 1      |
| 5     | Ungarn             | 1                               | –                         | –                         | 1      |
| 8     | Frankreich         | –                               | 1                         | 1                         | 2      |
| 9     | Kanada             | –                               | 1                         | –                         | 1      |
| 10    | Deutschland        | –                               | –                         | 3                         | 3      |
| 11    | China              | –                               | –                         | 1                         | 1      |
| 11    | Neuseeland         | –                               | –                         | 1                         | 1      |
| 11    | Vereinigte Staaten | –                               | –                         | 1                         | 1      |